# کارزار قفقاز

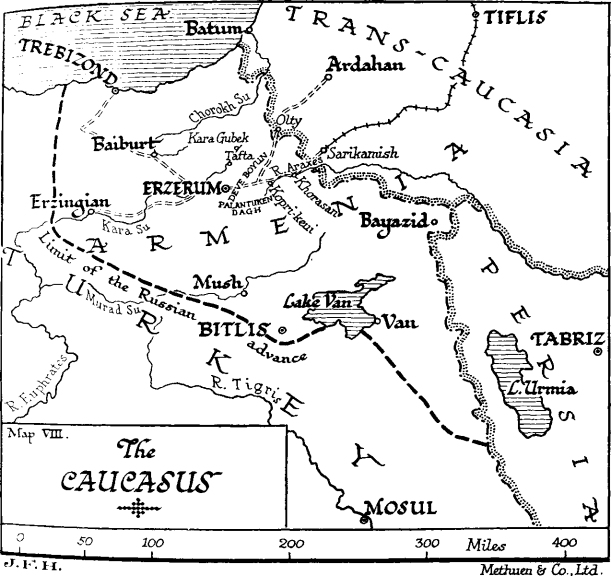
سرحد پیشروی روس‌ها در آناتولی.

لشکرکشی قفقاز نامی است که به مجموعه‌ای از درگیری‌های مسلحانه بین امپراتوری‌های عثمانی و روسیه اطلاق می‌شود؛ مجموعه‌ای از درگیری‌ها که بعدها شامل جمهوری خلق آذربایجان، ارمنستان، دیکتاتوری خزر مرکزی و بریتانیا شد و به عنوان بخشی از جبهه خاورمیانه در طول جنگ جهانی اول به‌شمار می‌آمد. لشکرکشی قفقاز از قفقاز تا شرق آناتولی گسترش یافت و تا ترابزون، بیتلیس، موش و وان رسید. این جنگ سراسری با حملات هم‌زمان نیروی دریایی روسیه در منطقه دریای سیاه متعلق به امپراتوری عثمانی همراه بود.
در ۲۳ فوریه ۱۹۱۷، با وقوع انقلاب روسیه پیشروی روسیه در مناطق اطراف متوقف شد و سپس ارتش متلاشی شده قفقاز روسیه با نیروهای دولت تازه‌ تأسیس ارمنی، متشکل از نیروهای داوطلب پیشین ارمنی و سربازان نامنظم ارمنی جایگزین شد. در سال ۱۹۱۸، منطقه همچنین شاهد استقرار دیکتاتوری خزر مرکزی، جمهوری ارمنستان کوهستانی و یکی از نیروهای متفقین به نام دانسترفورس بود که متشکل از نیروهای زبده از جبهه‌های بین‌النهرین و غرب بود. امپراتوری عثمانی و امپراتوری آلمان درپی ورود هیئت اعزامی آلمان به قفقاز که هدف اصلی آن تأمین نفت بود، درگیری خطرناکی در باتومی داشتند.
در ۳ مارس ۱۹۱۸ درگیری نظامی بین امپراتوری عثمانی و روسیه با پیمان صلح برست لیتوفسک به پایان رسید و در ۴ ژوئن ۱۹۱۸ امپراتوری عثمانی معاهده باتومی را با ارمنستان امضا کرد. با این حال، درگیری مسلحانه با ادامه نبرد امپراتوری عثمانی با دیکتاتوری خزر مرکزی، جمهوری ارمنستان کوهستانی و دانسترفورسِ امپراتوری بریتانیا گسترش یافت تا اینکه پیمان متارکه مودروس در ۳۰ اکتبر ۱۹۱۸ امضا شد.

## ۱۹۱۴: شکست عثمانی
هدف اصلی جنگ دولت عثمانی، فتح مجدد سرزمین‌های سابق خود در آناتولی شرقی بود که در نتیجه جنگ روسیه و ترکیه از ۱۸۷۷ تا ۱۸۷۸ از دست داده بود. وزیر جنگ، انور پاشا، توصیه متحدان آلمانی خود را نادیده گرفت و در عرض یک ماه پس از اعلان جنگ، به این منطقه حمله کرد. او خود فرماندهی ارتش سوم را بر عهده گرفت و دستور حمله به نیروهای روسی را صادر کرد. انور پاشا ارتش بزرگی داشت (برآوردها از ۱۰۰۰۰۰ تا ۱۹۰۰۰۰ نفر را شامل می‌شود)، اما آنها از تجهیزات ضعیفی برخوردار بودند، به‌ویژه برای شرایط زمستانی که به زودی به آن دچار شدند.

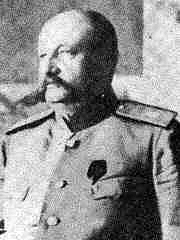
ژنرال یودنیچ

ارتش روسیه در ابتدا بسیار نیرومند بود و با حدود صد هزار نفر سرباز اسماً توسط فرماندار کل قفقاز ایلاریون ورونتسوف-داشکوف فرماندهی می‌شد. فرمانده واقعی رئیس ستاد وی ژنرال نیکولای یودنیچ بود که بهترین ژنرال روسیه در طول جنگ جهانی اول محسوب می‌شود. با شکست در نبرد تاننبرگ و نبرد اول دریاچه‌های مازوری، روس‌ها تصمیم گرفتند که تقریباً نیمی از ارتش خود را در جبهه پروس مستقر کنند و تنها ۶۰ هزار نفر برای مقابله با ارتش عثمانی باقی ماند.
فرماندار کل، ورونتسوف، می‌خواست در رابطه با پیشروی سپاه سوم ترکیه، نیروهای خود را به قارص نزدیک تر کند. اما یودنیچ تمایل ورونتسوف را برای عقب‌نشینی نادیده گرفت و در عوض در کنار ساریکامیس ماند تا از آن دفاع کند. نبرد ساریکامیس سپس بین ۲۹ دسامبر ۱۹۱۴ و ۴ ژانویه ۱۹۱۵ انجام شد که در آن ترک‌ها شکست بزرگی را متحمل شدند. ارتش ترکیه تا مواضع اولیه خود عقب‌نشینی کرد و بین ۶۰۰۰۰ تا ۱۷۵۰۰۰ سرباز از دست داد. انور پاشا متعاقباً از فرماندهی استعفا داد و علناً ارامنه را مسئول شکست خود دانست. او سپس به عنوان وزیر جنگ دستور داد تا همه سربازان ارمنی ارتش عثمانی را خلع سلاح و بی‌کار کرده و به اردوگاه‌های کار اجباری بفرستند. تقریباً همه این سربازان در آن اردوگاه جان باختند و این به عنوان گامی اولیه در مسیر نسل‌کشی ارامنه توسط ترک‌های عثمانی بود.
همزمان با پیشروی ارتش انورپاشا به سمت قارص، سپاه کوچکی از ارتش عثمانی از وان وارد ایران وارد شد. این نیرو با مقاومت کمی روبرو شد و برای مدت کوتاهی شهر تبریز را اشغال کرد. با این حال، هم روس‌ها و هم انگلیسی‌ها واحدهایی را برای بیرون راندن نیروهای عثمانی از کشور به شمال ایران فرستادند، پس از آن عثمانی‌ها نیز به دلیل شکست در ساریکامیس به مواضع اصلی خود عقب‌نشینی کردند.

## ۱۹۱۵: رفت و برگشت

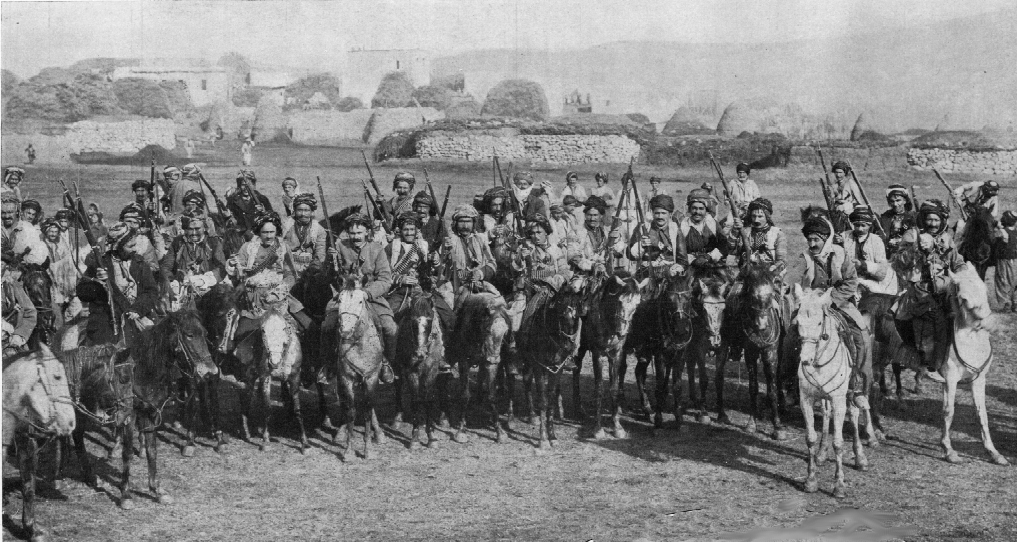
سواره نظام عثمانی در سال ۱۹۱۵

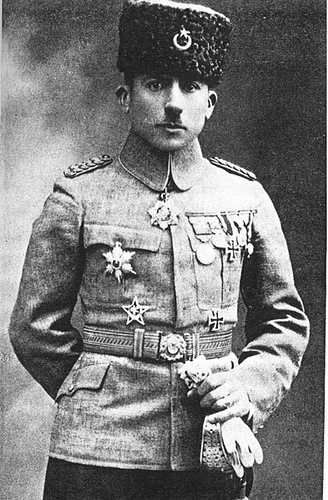
رافائل د نوگالس مندز، افسر ونزوئلایی که در ارتش عثمانی خدمت می‌کرد، او در محاصره وان شرکت کرد و پس از جنگ یکی از بهترین گزارش‌های نبرد و پیامدهای آن را نوشت.

ژنرال نیکولای یودنیچ به دلیل پیروزی خود مورد ستایش قرار گرفت و به فرماندهی تمام نیروهای روسیه در قفقاز ارتقا یافت. سپس حمله ای را در خاک ترکیه آغاز کرد و به سمت دریاچه وان در ارمنستان عثمانی پیشروی کرد. این منطقه ای بود که بسیاری از ارامنه مسیحی در آن زندگی می‌کردند، بنابراین روس‌ها به کمک محلی برای ارتش خود امیدوار بودند. هنگامی که نیروهای روسی وارد منطقه شدند، در ۲۰ آوریل ۱۹۱۵ قیامی در وان علیه ترکها برپا شد. ارامنه در وان یک ماه در مقابل نیروهای عثمانی ایستادگی کردند.
روس‌ها وان را در مه ۱۹۱۵ تصرف کردند. در آن زمان، ژنرال یودنیچ فکر می‌کرد که نیروهای عثمانی در منطقه ضعیف هستند و فقط از سه تا چهار لشکر تشکیل شده‌اند. در واقع، فرمانده عثمانی، پاشا عبدالکریم، هشت لشکر با مقدار زیادی نیروی کمکی در ذخیره داشت. ژنرال روس، اوگانوفسکی، فرماندهی بود بدون چالاکی لازم و واحدهای کوچکی از نیروهای خود را به جهات مختلف فرستاد.
در ماه ژوئیه، پاشا کریم در منطقه دریاچه وان ضد حمله‌ای انجام داد و روسها را در نبرد ملازگرد شکست داد. اینها، تحت فرماندهی ژنرال اوگانوفسکی، که به زودی جایگزین شد، از شرق قره‌کلسیا (آگری) به سمت بایبورد عقب‌نشینی کردند. ژنرال یودنیچ به سرعت یک نیروی متحرک متشکل از ۲۲۰۰۰ مرد که اکثراً قزاق بودند به فرماندهی ژنرال باراتوف جمع‌آوری کرد و منتظر بودند تا ارتش عثمانی در کمین قرار گیرد. ارتش کوچک باراتوف در اوایل ماه اوت در چند نقطه به ارتش عثمانی حمله کرد. عثمانی‌ها به سمت جنوب عقب‌نشینی کردند و حدود ۶۰۰۰ اسیر جنگی روسی علاوه بر مقدار زیادی آذوقه باقی گذاشتند. این درگیری به نام نبرد قره‌کلیسا معروف شد.
در همین حال، شورشیان ارمنی در نبرد وان شکست خورده بودند، اما به دلیل شکست در نبرد قره‌کلیسا، روس‌ها برای دومین بار وان را تصرف کردند.

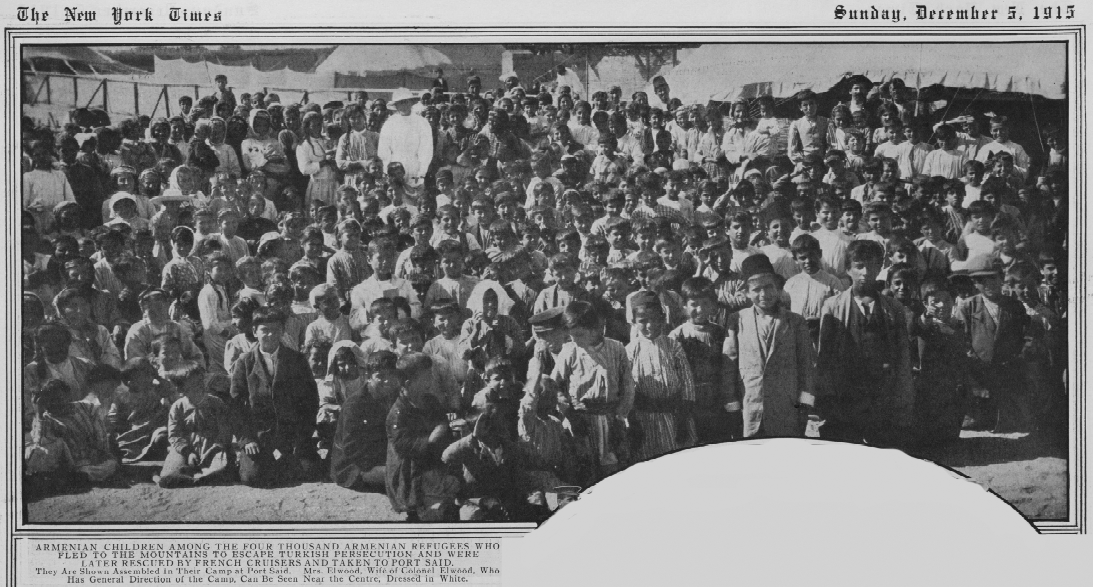
پناهندگان ارمنی تحت حمایت فرانسه

در ۲۴ سپتامبر دوک اعظم نیکلاس نیکولایویچ، پس از برکناری از سمت خود به عنوان فرمانده کل ارتش روسیه، به عنوان فرمانده کل نیروهای روسیه در ارمنستان و ایران منصوب شد. پس از انجام این کار، دوک بزرگ هدایت جنگ را به دست ژنرال یودنیچ سپرد.
لازم است ذکر شود که در بحبوحه تهاجم روسیه به ارمنستان، طلعت پاشا وزیر کشور عثمانی خواستار اخراج اجباری تمامی ارامنه از منطقه و جنوب آن شد.
این جبهه سپس از اکتبر تا پایان سال ۱۹۱۵ ساکت بود.

## ۱۹۱۶: پیروزی روسیه
در زمستان، این منطقه معمولاً برای جنگ چندان مناسب نیست. سرمای شدید و جاده‌های بد نقش مهمی در انهدام لشکر سوم انور پاشا در سال قبل داشت. با این حال، ژنرال روس یودنیچ آن را فرصتی برای حمله غافلگیرانه به عثمانی می‌دانست. در اوایل ژانویه ۱۹۱۶، ارتش او مخفیانه زمستانگاه خود را ترک کرد و به سمت قلعه عثمانی در ارزروم حرکت کرد. روسها موفق شدند یک حمله غافلگیر کننده کامل ترتیب دهند و یک لشکر عثمانی را که در نبرد کوپروکوی از ۱۶ تا ۱۹ ژانویه در زمستانگاه خود به‌سر می‌برد، نابود کنند.
در حالی که ارتش روسیه با اسلحه‌های سنگین خود به سمت ارزروم پیش می‌رفت، یکی دیگر از نیروهای روسی در ۱۴ فوریه با یک حمله غیرمنتظره از شمال، لشکر دوم عثمانی را در نزدیکی شهر تفتا منهدم کرد. فرمانده عثمانی کریم پاشا یا برای محاصره آماده نبود یا به احتمال زیاد آنقدر مضطرب شده بود که به جای دفاع از قلعه، با ارتش خود در ۱۵ فوریه عقب‌نشینی کرد. ارتش روسیه در ۱۶ فوریه بدون هیچ مانعی به سمت ارزروم حرکت کرد.
ارتش قفقاز ژنرال یودنیچ از ارزروم در دو جهت حرکت کرد. بخشی روانه سمت شمال شده و شهر بندری باستانی ترابزون را در آوریل به تصرف درآورد، و بخشی دیگر به سمت جنوب حرکت کرده موش و بیتلیس را تسخیر کرد و ارتش بی روحیه عثمانی را از محل راند.
قشون عثمانی زیر نظر رهبری جدید، وهیب پاشا قرار گرفت و او دستور بازپس‌گیری ترابزون را صادر کرد. سپس یک نیروی نظامی جمع‌آوری شد و افراد آن در امتداد ساحل به سمت منطقه در ماه ژوئن رژه رفتند. با این حال، روس‌ها در آن زمان کنترل دریای سیاه را در دست داشتند. ناوگان دریای سیاه با انجام بمباران‌های دریایی توانست پیشروی عثمانی‌ها را به میزان قابل توجهی کُند کند. ژنرال یودنیچ سپس با حمله به ارزنجان که به نبرد ارزنجان معروف است، ضد حمله ای را آغاز کرد. در ۲ ژوئیه، ارزنجان تسخیر شد و ارتش عثمانی در امتداد ساحل به سمت راست چرخید تا سعی کند خطوط مقدم خود را تثبیت کند.
تنها نقطه امید برای عثمانی‌ها بازپس‌گیری مُسج و بیتلیس توسط ژنرال مصطفی کمال در اوت ۱۹۱۶ بود. با این حال، در پایان پاییز، سربازان او نیز توسط روس‌ها از این مکان‌ها رانده شدند. در سمت شرقی دریاچه وان، نبرد در تمام تابستان ادامه یافت، اما برای هیچ‌یک از طرف‌ها فایده ای نداشت.

## ۱۹۱۷: از جبهه شرق خبری نیست
روس‌ها در سال ۱۹۱۷ برای حمله مجدد به مواضع عثمانی برنامه‌ریزی کردند، اما هرج و مرج ناشی از انقلاب روسیه باعث توقف تمام عملیات روسیه شد. دولت موقت روسیه، دوک اعظم را از سمت خود برکنار کرد و ژنرال یودنیچ را به منصبی غیر مهم در آسیای مرکزی منتقل کرد و در نتیجه او از ارتش استعفا داد. عثمانی‌ها تحت فشار شدید انگلیسی‌ها در بین‌النهرین و فلسطین، بیشتر نیروهای خود را بیرون کشیده و به جنوب فرستادند. در طول باقیمانده سال ۱۹۱۷، ارتش روسیه رفته رفته متلاشی شد تا اینکه هیچ نیروی نظامی واقعاً مؤثری باقی نماند.

## ۱۹۱۸: پیروزی عثمانی
در اوایل سال ۱۹۱۸، کمی بیش از چند هزار داوطلب و حدود ۲۰۰ افسر از ارتش روسیه در قفقاز باقی مانده بودند. سال قبل، ۵۰۰۰۰۰ سرباز وجود داشت، اما این زمان گذشته بود و مرزهای جنوبی روسیه تا حد زیادی محافظت نمی‌شد. پس از یک سال عدم تحرک، عثمانی‌ها فرصت را مغتنم شمرده دست به حمله زدند. در اواخر ژانویه ۱۹۱۸، ارتش عثمانی لشکرکشی خود را آغاز کرد.
تنها مخالفتی که آنها در انجام این کار با آن مواجه شدند از سوی شبه نظامیان نیمه سازمان یافته جمهوری دموکراتیک ارمنستان بود. ارتش عثمانی از فوریه تا مارس ترابزون، ارزروم، قارص، وان و باتومی را بدون مشکل زیاد تصرف کرد. در بحبوحه این حمله، دولت جدید بلشویکی جمهوری فدراتیو سوسیالیستی روسیه شوروی در ۳ مارس ۱۹۱۸ پیمان صلح برست-لیتوفسک را امضا کرد که به موجب آن کمونیست‌ها به ابتکار طلعت پاشا از تمام سرزمین‌های تسخیر شده در جنگ روسیه و ترکیه بین سال‌های ۱۸۷۷ تا ۱۸۷۸ چشم پوشی کردند. آنها این جنگ را نمی‌خواستند و دستشان بامبارزه داخلی پر بود.

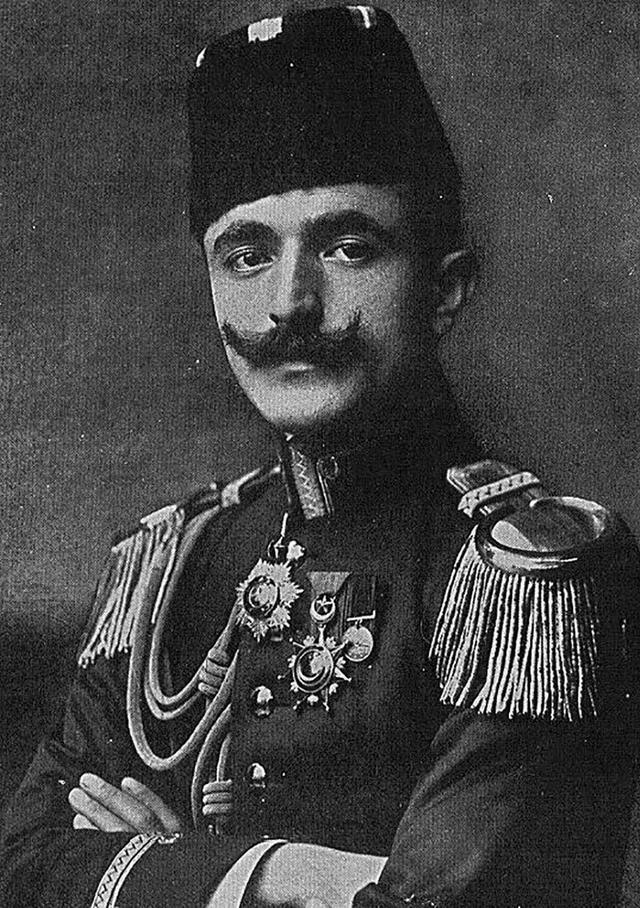
انور پاشا

اما انور پاشا اهداف بزرگتری از بازپس‌گیری مناطق از دست رفته ۴۰ سال قبل داشت. موفقیت ناگهانی سربازان او، در مواجهه با مخالفت اندک، رویای پان ترکی او را در مورد یک «امپراتوری ترک» که بر تمام آسیای مرکزی حکومت کند، زنده کرد و سپس دستور تشکیل ارتش جدیدی را داد که فقط از مسلمانان تشکیل می‌شد و اردوی اسلام قفقاز نام گرفت. این ارتش مسلمان متشکل از ۱۴۰۰۰ تا ۲۵۰۰۰ مرد بود که اکثراً از ترک‌زبان بودند. در ژوئیه انور به این ارتش دستور داد تا با هدف تصرف شهر بندری باکو در دریای خزر وارد ارمنستان روسیه شود. آلمانی‌ها به هیچ وجه با این حمله موافق نبودند و تمام جنوب روسیه را منطقه ای می‌دانستند که حق تسخیر آن را داشتند. ارتش آلمان به اعتبار خود چندین پیروزی در برابر روس‌ها داشت، در حالی که عثمانی‌ها تا حد زیادی در جنگ با روس‌ها شکست خورده بودند.
در اوایل ماه مه ۱۹۱۸، ارتش عثمانی به جمهوری دموکراتیک مستقل ارمنستان که به تازگی اعلام وجود کرده بود حمله کرد؛ در جنگی که به عنوان جنگ ارمنستان-ترکیه شناخته می‌شود. ارمنیان موفق شدند عثمانی‌ها را در نبرد سردارآباد شکست دهند، اما ارتش عثمانی در نبرد بعدی پیروز شد و ارتش ارمنستان را متفرق کرد. در ماه مه ۱۹۱۸ این جمهوری مجبور به تسلیم شد.
جمهوری دموکراتیک گرجستان از تهاجم ارتش پیروز عثمانی می‌ترسید و از آلمان امپراتوری درخواست کمک نظامی کرد. دولت آلمان که مشتاق جلوگیری از به دست آوردن قلمرو بیشتر توسط ارتش عثمانی بود، واحدهای نظامی را به احتمال زیاد تحت فرماندهی ژنرال فردریش کرس فون کرسنشتاین به گرجستان فرستاد.
با این حال، «اردوی اسلام قفقاز» از گرجستان گریخت و لشکر خود را راهی جمهوری دموکراتیک آذربایجان کرد. در سپتامبر ۱۹۱۸ آنها باکو را از بریتانیا گرفتند و حداقل ۲۵۰۰۰ ارمنی را در آنجا کشتند. در پایان جنگ، ترک‌ها سرزمین‌های فلسطین، سوریه و بین‌النهرین را از دست دادند، اما تمام سرزمین‌هایی متصرفه روس‌ها در آناتولی شرقی را پس گرفتند.

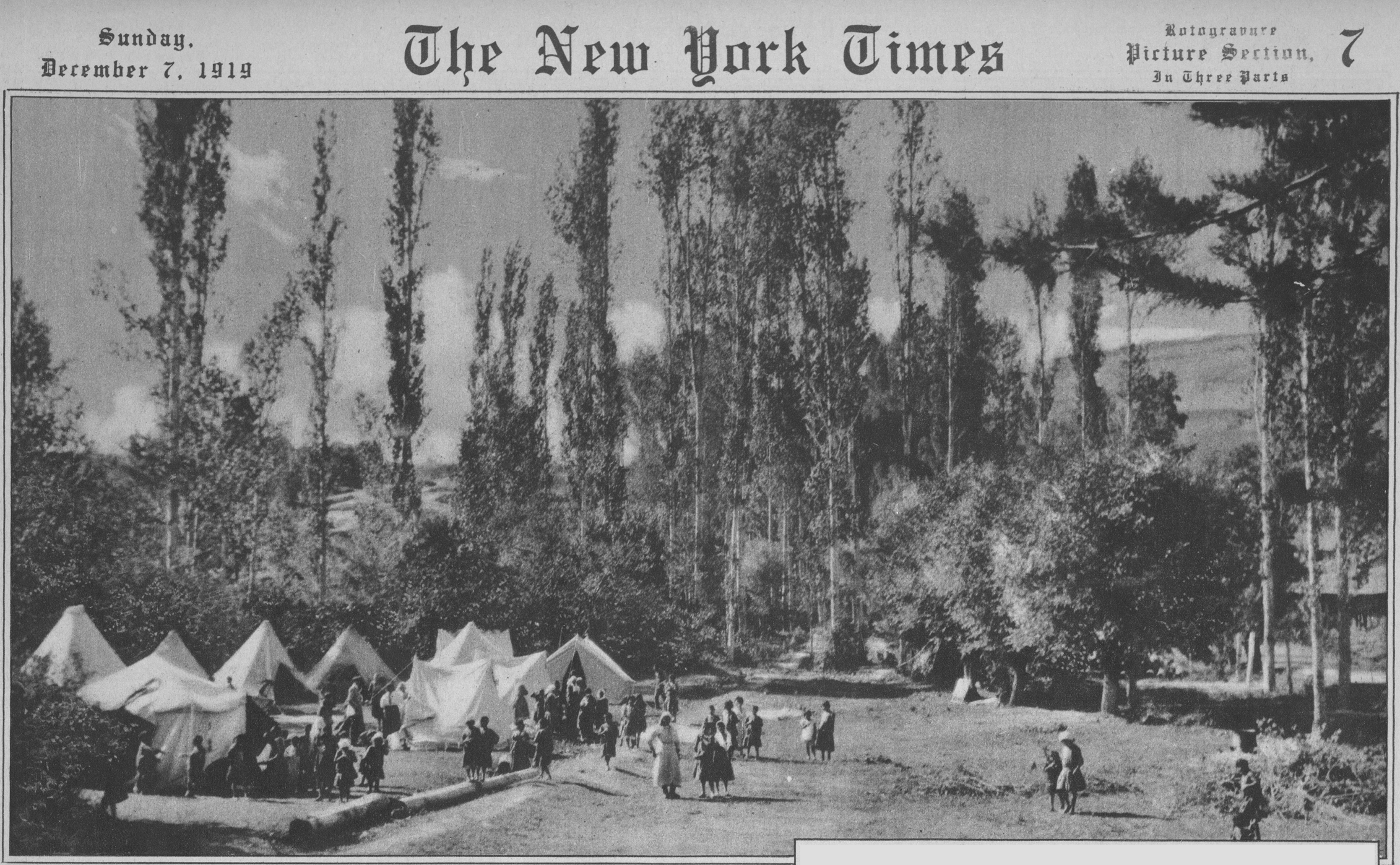
اردوگاه چادری فرانسوی که توسط سازمان آمریکایی Near East Relief در نزدیکی سیواس ترکیه در سال ۱۹۱۹ اداره می‌شد، جایی که از یتیمان ارمنی مراقبت می‌شد.

## نتایج
فعالیت‌های عثمانی‌ها علیه جمهوری ارمنستان در نتیجه امضای آتش‌بس مودروس پایان یافت. دو سال پس از این آتش‌بس، در ۱۰ اوت ۱۹۲۰، معاهده سور بین متفقین و متحدانشان و امپراتوری عثمانی منعقد شد. این معاهده ارمنستان (و کردستان) را به رسمیت شناخت، اما به دلیل جنگ استقلال ترکیه و ناسیونالیسم مصطفی کمال (آتاتورک) هرگز اجرا نشد.
علیرغم اینکه امپراتوری عثمانی اساساً در جنگ شکست خورد، ولی مجلس کبیر ملی ترکیه به رهبری مصطفی کمال و روسیه بلشویکی با امضای عهدنامه صلح قارص که در سال ۱۹۲۱ منعقد شد، بخش زیادی از این سرزمین را پس گرفت.